# Société anonyme des Charbonnages de Gives et de Ben réunis

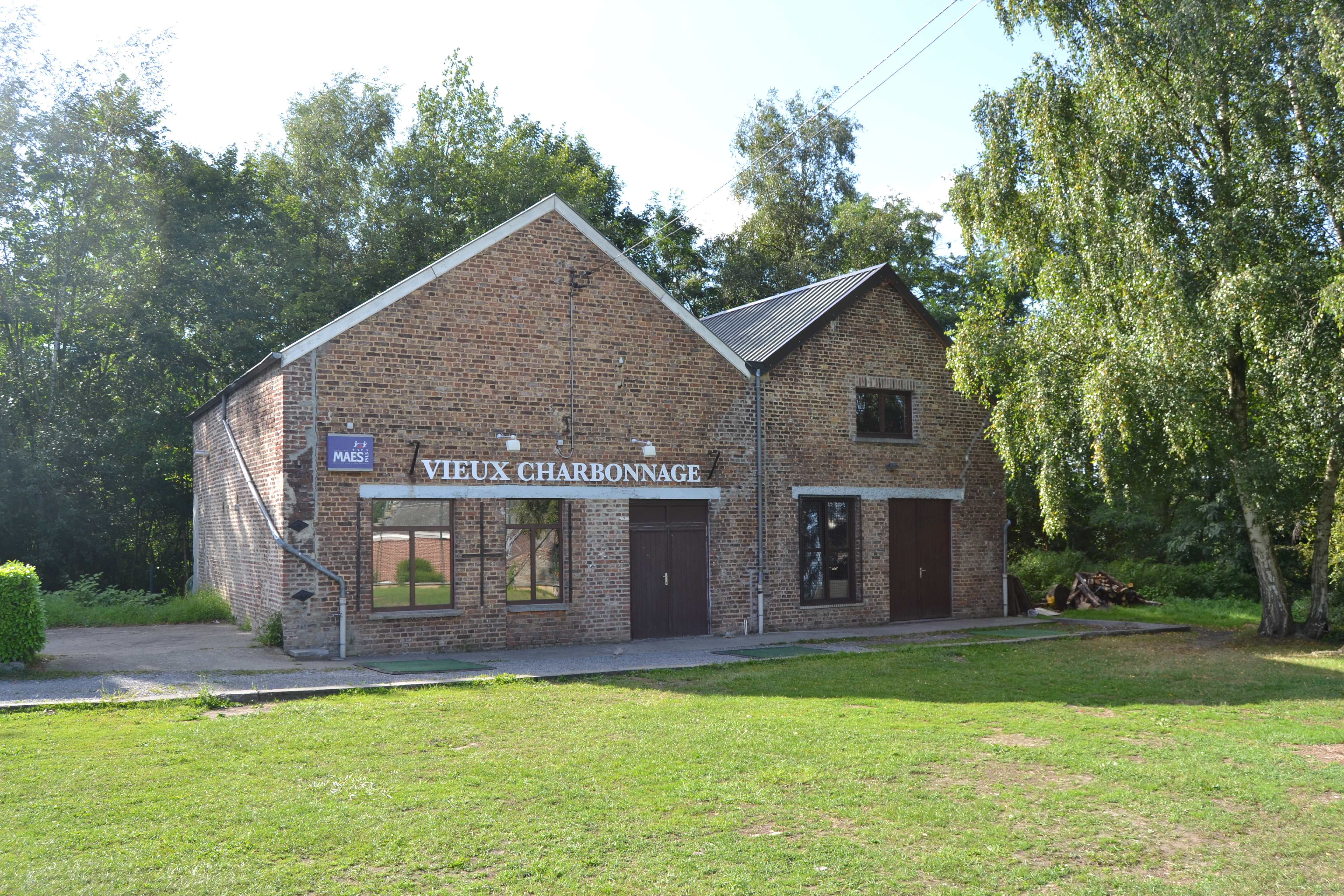
Anciens bâtiment du siège Saint-Paul du charbonnage de Gives

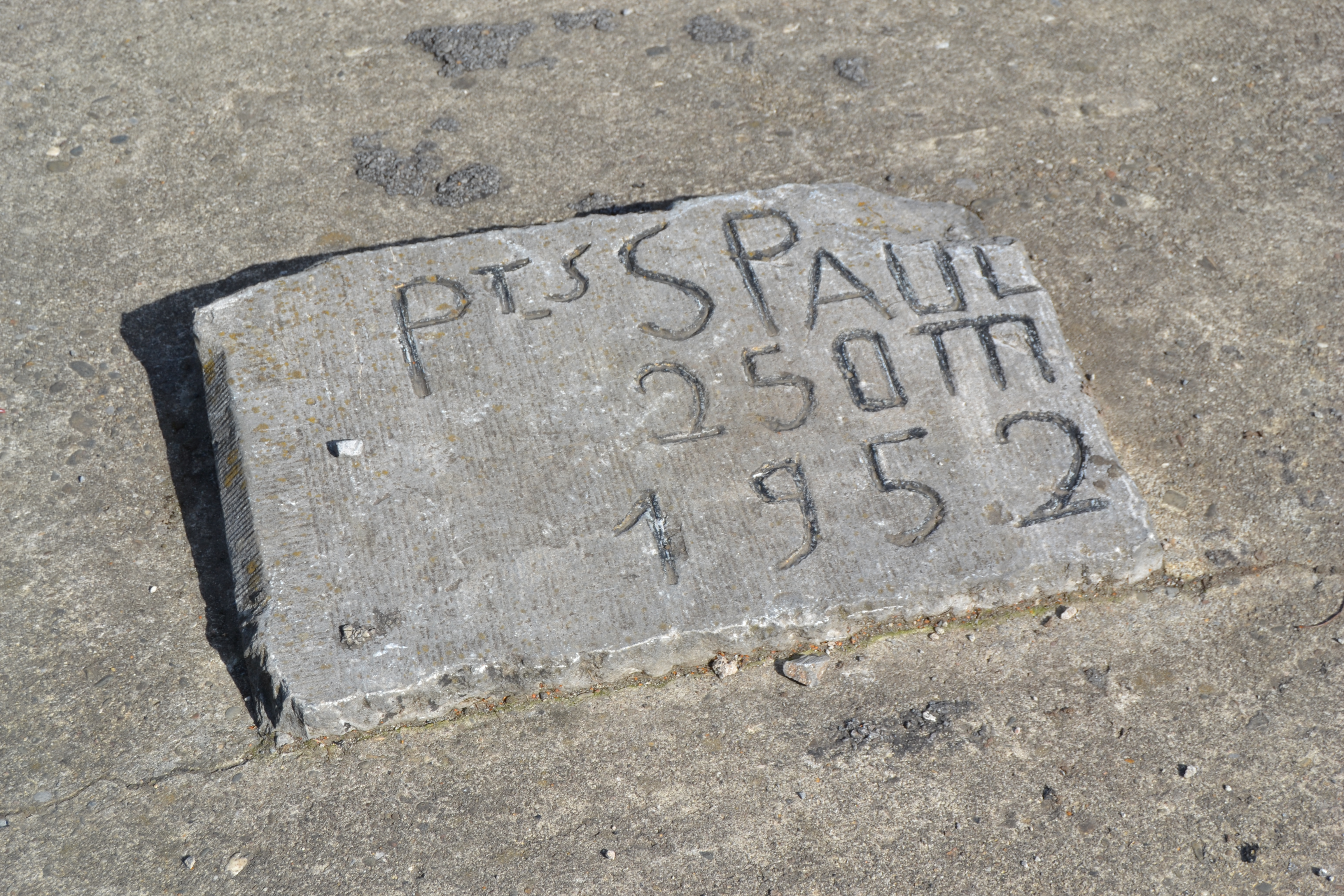
Ancien puits Saint-Paul du charbonnage de Gives

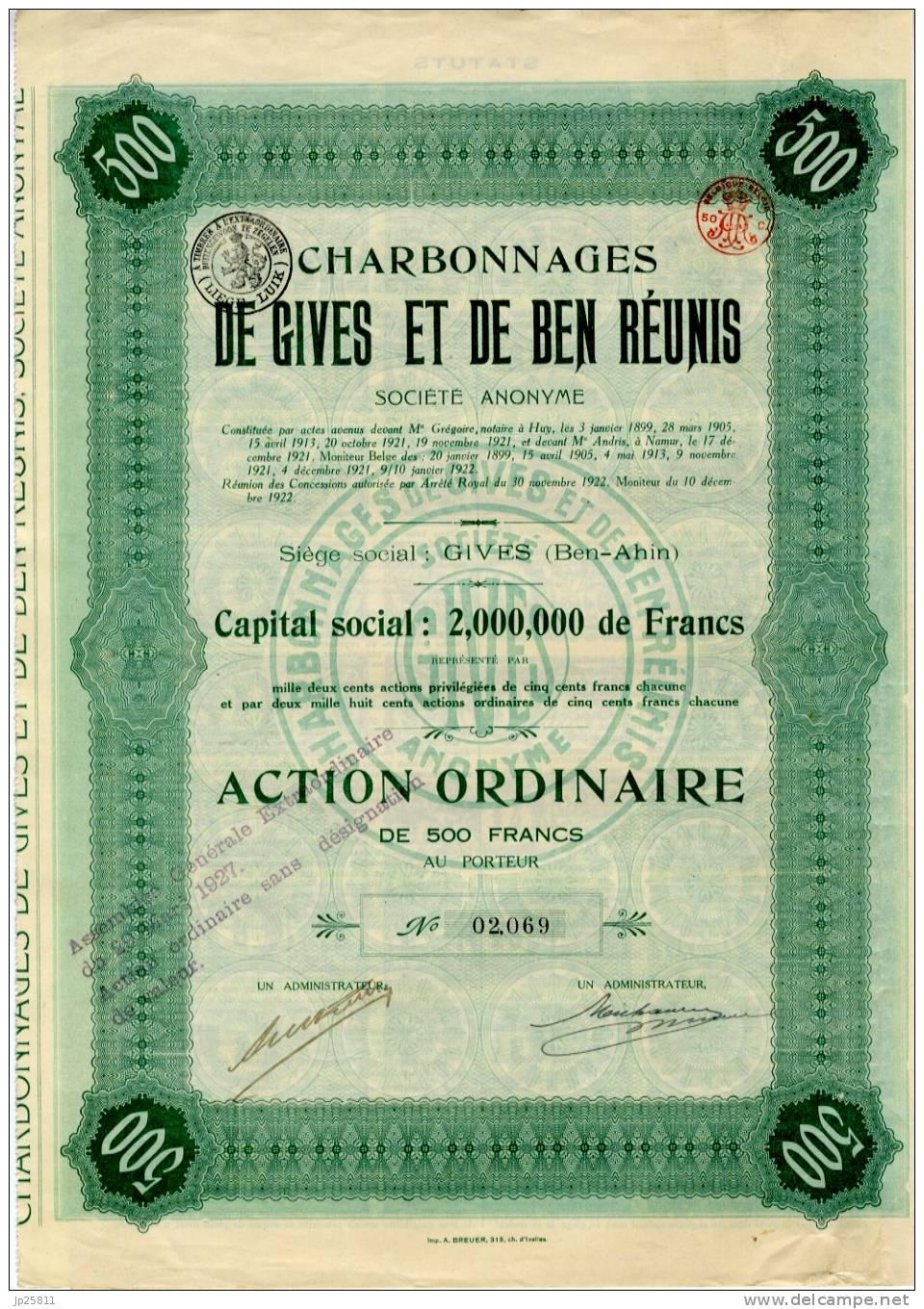
Action de l'ancienne Société anonyme des Charbonnages de Gives et de Ben réunis de 1921

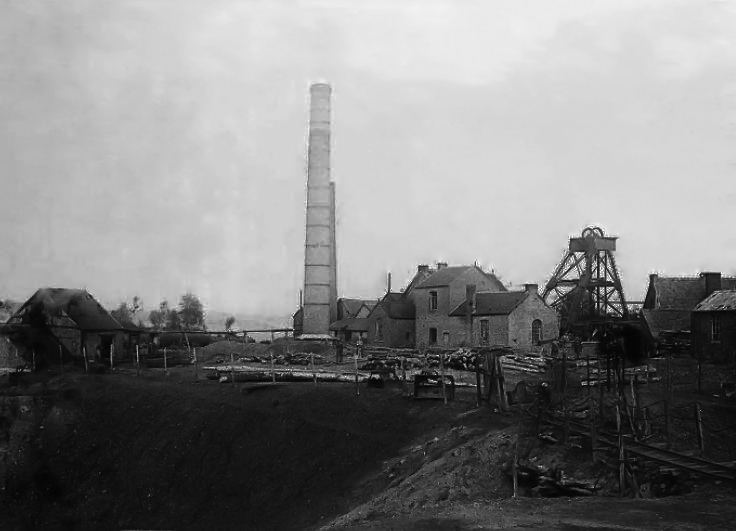
Le charbonnage de Gives

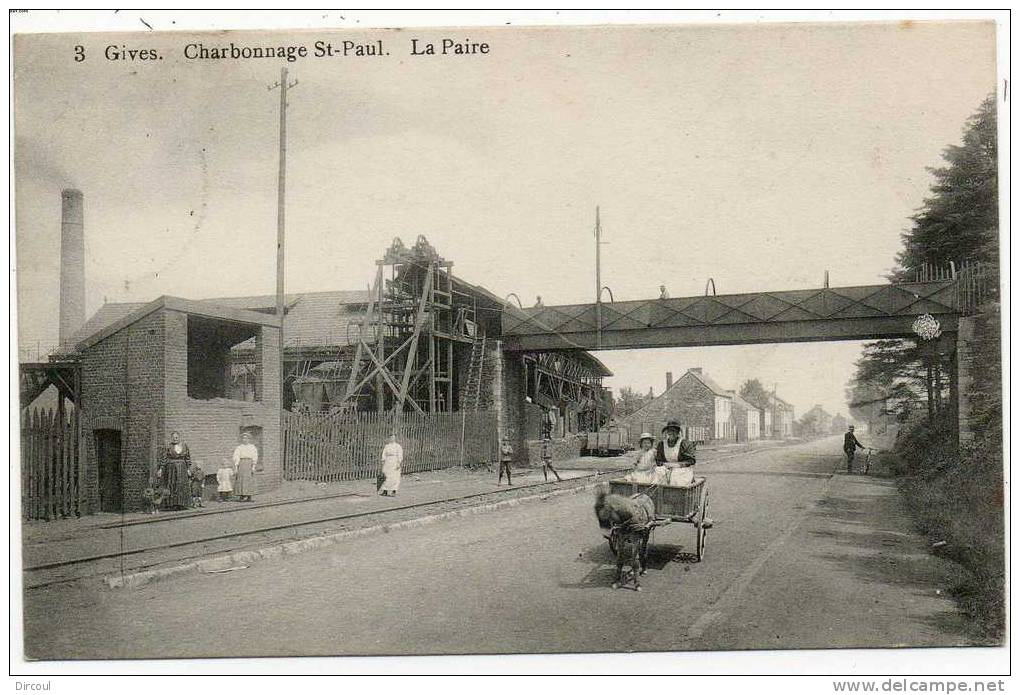
La paire du charbonnage Saint-Paul à Gives, au niveau de l'actuelle route nationale 90

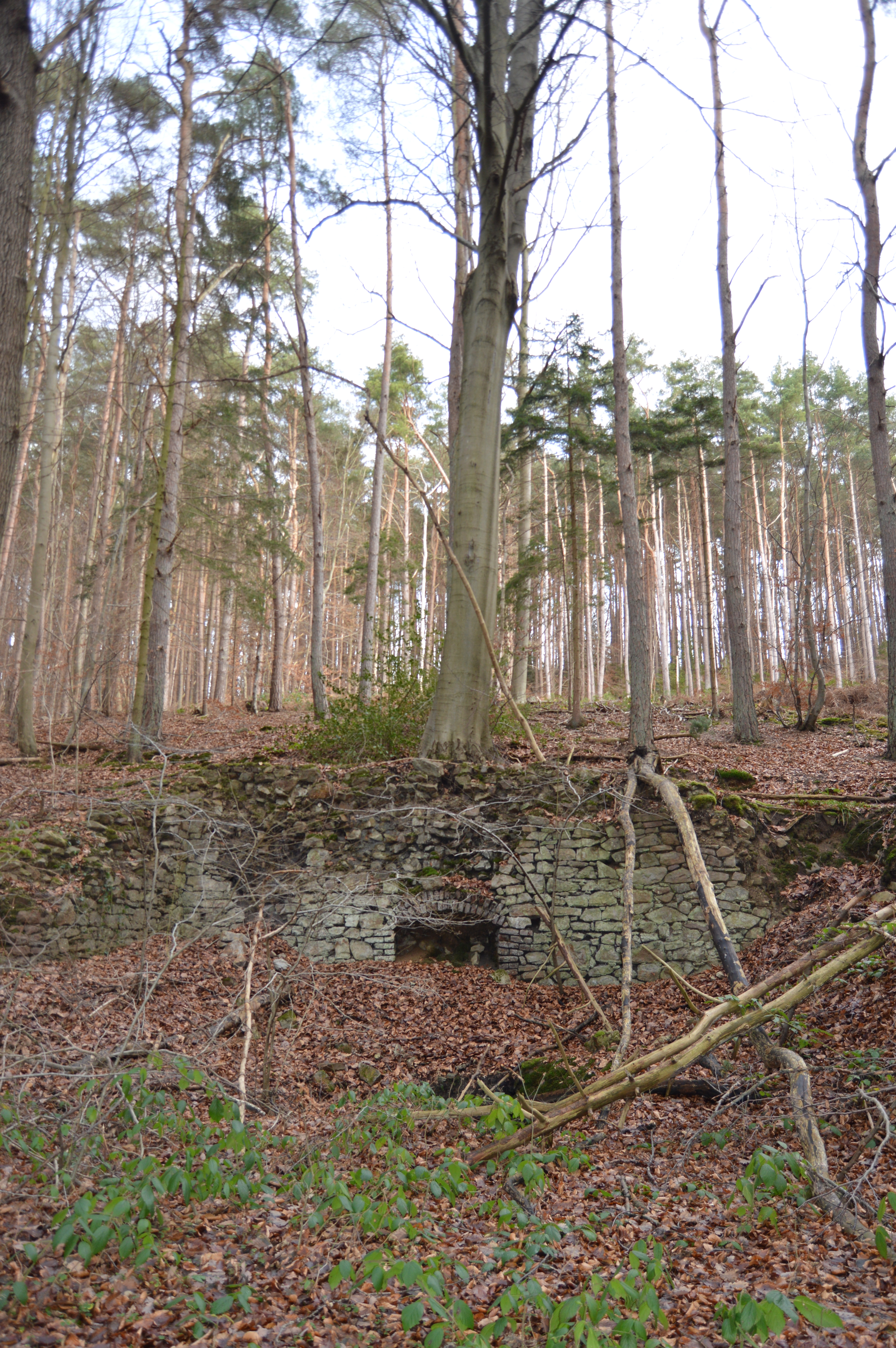
L'ancien puits Henri dans le Fond de Bousale (Fond Gordien)

La Société anonyme des Charbonnages de Gives et de Ben réunis est une ancienne société charbonnière de la région de Liège, dont la concession se situait en amont de Liège essentiellement en rive droite de la Meuse sur le territoire des communes de Gives et Ben, désormais Huy,. 

## Histoire
- 25 juin 1784 : Octroi perpétuel de la concession  des mines et produits houillers sous le bois de Wazimont et dépendances par le chapitre Saint-Lambert de Liège (sede vacante). c.a. 80ha.
- 30 décembre 1791 : Convention verbale entre les manants de Gives et les exploitants de terre-houille et de charbon sous le bois communal de Gives.
- 29 janvier 1807 : Délibération du conseil communal de Ben concernant les obligations des exploitants de houille sous le bois communal de Gives.
- 6 juillet 1829 : Concession des mines de houille sous Ben-Ahin et Bas-Oha 497ha 76a 62ca; maintenue en concession des mines de houille sous le Bois de Gives 128 ha 18a 27ca; maintenue de la concession des mines de houille sous le Bois Saint-Paul 70ha 58a.
- 3 juillet 1838 : Réunion des concessions du Bois de Gives et du Bois Saint-Paul, pour une étendue totale de 198ha 76a 27 ca.
- 24 mars 1848 : Concession de Ben-Ahin, Couthuin et Bas-Oha (y compris Bois de Wazimont et dépendances) accordée en extension à la concession des Bois de Gives et Saint-Paul réunis, dont l'étendue totale fait 388ha 76a 27ca.
- 14 juillet 1865 : Modification de la limite entre la concession de la société charbonnière d'Andenelle et celle des Bois de Gives et Saint-Paul réunis.
- 1887 : Emprise au Bois de Gives pour la nouvelle bure Saint-Paul, 50a.
- 30 avril 1891 : Jugement du tribunal de première instance de Huy condamnant par défaut la société des charbonnages de Bois de Gives et Saint-Paul réunis.
- 1892 : Autorisation d'un chemin de fer à voie étroite entre la bure Saint-Paul et la paire de chargement sur la grand-route.
- 27 octobre 1894 : Emprise au Bois de Gives, 19a.
- 6 octobre 1895 : Emprise au Bois de Gives, 13a 70ca.
- 9 juillet 1896 : Jugement du tribunal de première instance de Huy déboutant la commune de Ben-Ahin de ses prétentions sur les obligations de la société des charbonnages de Bois de Gives et Saint-Paul réunis quant à al couche Six Mai.
- 1898 : Emprise au Bois de Gives, 5a 36ca.
- 1899 : Emprise au Bois de Gives, 29a 20ca.
- 12 mars 1902 : Jugement de la cour d’appel de Liège confirmant le jugement du tribunal de Huy de 1896.
- 1906 : Emprise au Bois de Gives, 34a 8ca.
- 1906-1918 : Emprise au Bois de Gives.
- 1914 : Autorisation d'une installation électrique au siège Saint-Paul (étage 310 mètres).
- 8 novembre 1919 : Coup de grisou dans la couche "Dernière veine" (étage 310 mètres), 3 tués.
- 1921 : Conflit social de juillet à octobre.
- 30 novembre 1922 : Cession de la concession de la Société anonyme des Charbonnages de l'Est d'Andenne (497 ha 76a 62ca), en liquidation, à celle de la société des Bois de Gives et Saint-Paul réunis, pour une étendue totale de 886ha 52a 89ca.
- 1923 : Demande d'installation d'une ligne électrique entre la bure Saint-Paul et l’œil de l'areine de Ben.
- 1923-1928 : Contentieux fiscal entre la commune de Ben-Ahin et la SA des Bois de Gives et Saint-Paul.
- 1925 : Combustion spontanée du terril en juin-juillet.
- 28 décembre 1931 : Inondation de la mine de Gives.
- 1940 : interruption de l'exploitation.
- 1942 : Apport financier de Lambert Galand, des Charbonnages du Bonnier à Grace-Berleur, réouverture de la mine.

26 juin 1951 : fermeture
- 1952 : Intensification de la combustion larvée du terril de février à mars.

## De nos jours
L'ancien siège Saint-Paul a été réaménagé, et d'ancien bâtiments servent de maison des jeunes. Le puits scellé se trouve à proximité.
Le terril des Trixhes entra en combustion en 1952, environ un an après la fin de l'exploitation. Lors de la fermeture du charbonnage, une importante quantité de pierres fut extraite afin de remblayer Saint-Paul, le puits d'extraction, ce qui eut pour effet de raviver une combustion jusque-là peu active. L'armée intervint le 18 mars 1952 pour déblayer le terril et mettre fin à ce phénomène, qui causa des malaises à plusieurs habitants.
Les puits Henri et Sainte-Barbe se trouvaient en rive droite du vallon du ruisseau de Bousale, limite communale entre Huy et Andenne, mais aussi limite provinciale et de concession. Le puits Henri est toujours visible, comblé de remblai. Vers l'aval, Sainte-Barbe a disparu, mais le site témoigne d'une occupation industrielle ancienne et variée, avec de nombreuses carrières, murs de soutènement et biefs de moulin.

## Géolocalisation approximative des anciens sites d'exploitation[1]
- Siège administratif :
  - Saint-Paul à Gives : 50° 30′ 10″ N, 5° 09′ 19″ E
  - Paire Saint-Paul "La Macrale" : 50° 30′ 14″ N, 5° 08′ 20″ E
  - Areine : 50° 30′ 21″ N, 5° 09′ 50″ E
  - Faveroule / Ben / Minechamp : 50° 29′ 57″ N, 5° 09′ 44″ E
  - Sainte-Barbe : 50° 29′ 44″ N, 5° 08′ 05″ E
  - Henri : 50° 29′ 21″ N, 5° 08′ 05″ E
  - Œil de galerie de l'areine de Ben : 50° 30′ 26″ N, 5° 10′ 25″ E
  - Œil de galerie de Java : 50° 30′ 48″ N, 5° 08′ 56″ E
  - Œil de galerie de Meuse : 50° 29′ 55″ N, 5° 07′ 30″ E
  - Galerie de Logne : 50° 30′ 17″ N, 5° 09′ 14″ E

## Terrils[3],[4]
- Saint Paul/Les Trixhes - 50° 30′ 09″ N, 5° 09′ 14″ E - (inexploité)

## Sources
- Anne-Marie De Brucker, Gives, un village au temps des charbonnages et des carrières, Liège, Ville de Huy, 1994, 288 p.
- André De Bruyn, Anciennes Houillères de la région liégeoise, Liège, Dricot, 1988, 208 p. (ISBN 2-87095-058-6)
- Claude Gaier, Huit siècles de houillerie liégeoise, histoire des hommes et du charbon à Liège, Liège, Éditions du Perron, 1988, 261 p. (ISBN 2-87114-031-6)